# Bareunjeongdang
Ne doit pas être confondu avec le Parti de la vertu, ancienne formation politique turque.
Le Bareunjeongdang, forme de romanisation révisée (hangeul : 바른정당 ; hanja : 바른政黨), est un ancien parti politique de république de Corée (Corée du Sud), actif entre 2017 et 2018.
Classé au centre-droit, il est issu d’une défection de membres du Saenuridang (Parti de la Nouvelle Frontière) à la suite du scandale Choi Soon-sil. La formation politique est dissoute au début 2018 après sa fusion avec le Gungminuidang (Parti du peuple) au sein du Bareunmiraedang (Parti de la vertu et de l’avenir).

## Histoire
Se composant de députés favorables ou hostiles à la présidente Park Geun-hye, le parti politique est issu d’un groupe de pression parlementaire dissident du Saenuridang, crée en décembre 2016 après le scandale Choi Soon-sil. Appelé « Nouveau Parti conservateur pour la réforme » jusqu’au 8 janvier 2017 (hangeul : 개혁보수신당 ; hanja : 改革保守新黨 ; et Gaehyeokbosusindang en romanisation révisée), il se compose, à l’origine, de trente membres,.
En janvier 2018, le chef du parti et celui du Gungminuidang font part de leur volonté de voir fusionner leurs deux formations politiques en vue du scrutin local de juin 2018. Toutefois, ce projet se heurte à l’opposition de plusieurs membres des partis, qui soulignent des divergences idéologiques et politiques, notamment sur les relations à entretenir avec la Corée du Nord.
Soumise au vote, la proposition est adoptée par les membres du parti réunis en convention le 5 février 2018 à l’Assemblée nationale. L’union du Bareunjeongdang avec le Gungminuidang, formellement actée le 13 février 2018, donne naissance à une nouvelle entité politique, le « Bareunmiraedang ».

## Défections
Tout au long de son existence, le parti connaît des défections notables.
Ainsi, quatre mois après sa création, le Bareunjeongdang perd 14 députés.
En mai 2017, une semaine avant le premier tour de l’élection présidentielle, 13 membres affilié au groupe de pression de l’assemblée législative font défection et « réintègrent » le Jayuhankukdang (nouveau nom du Saenuridang). Cette décision survient après que Yoo Seung-min, candidat du parti à la présidentielle, qui refuse de s’allier aux forces de Hong Jun-pyo et celles de Ahn Cheol-soo, souhaite concourir aux suffrages isolément.
Conséquemment, à l’Assemblée nationale, le seuil de députés requis pour former un groupe de pression parlementaire est dépassé d’un seul membre (19), sur les 20 sièges demandés pour être reconnu comme tel.
En novembre 2017, neuf autres députés abandonnent le parti pour rejoindre le Jayuhankukdang (Parti de la liberté de Corée) ; ils sont bientôt rejoint par Joo-Ho-young, un dirigeant du parti.
En janvier 2018, deux députés et le gouverneur de la province de Gyeonggi rallient le Parti de la liberté de Corée,.

## Résultat électoral

### Élection présidentielle
| Année | Candidat      | 1er tour  | 1er tour | 1er tour | 2d tour                          | 2d tour                          | 2d tour                          |
| Année | Candidat      | Voix      | %        | Rang     | Voix                             | %                                | Rang                             |
| ----- | ------------- | --------- | -------- | -------- | -------------------------------- | -------------------------------- | -------------------------------- |
| 2017  | Yoo Seong-min | 2 202 601 | 6,76     | 4e       | Non qualifié pour le second tour | Non qualifié pour le second tour | Non qualifié pour le second tour |

### Source
- (en) Cet article est partiellement ou en totalité issu de l’article de Wikipédia en anglais intitulé « Bareun Party » (voir la liste des auteurs).

### Note
1. ↑  Le parti est souvent retranscrit dans le contexte francophone sous le nom de « parti Bareun ». Littéralement, en français, il peut être traduit en « Parti politique de la vertu ».